# UDBA

UDBA, (serbisk kyrilliska; Управа Државне безбедности, latinsk skrift; Uprava Državne bezbednosti, Statssäkerhetstjänsten) var SFR Jugoslaviens säkerhetspolis. UDBA ägde bestånd från 1946 till 1991.